# حمید سیفی
حمید سیفی (زاده ۱۰ خرداد ۱۳۵۶ در نهاوند) کشتی‌گیر و عضو سابق تیم ملی کشتی جمهوری اسلامی ایران، استاد دانشگاه و نویسنده اهل ایران است. وی دکتری مدیریت و برنامه‌ریزی در ورزش دارد و قهرمان بازیهای آسیایی سالهای ۲۰۰۵ و۲۰۰۶ چین و قزاقستان و قهرمان دانشجویان جهان سالهای ۲۰۰۲ و ۲۰۰۴ کانادا و لهستان و قهرمان جام جهانی ۲۰۰۶ ایران می‌باشد.او همچنین عضو هیئت علمی و مدرس دانشگاه علم و صنعت ایران می‌باشد و در کارنامه خود مدیرکل ورزش و جوانان استان همدان و رئیس کمیته استعدادیابی فدراسیون کشتی و مدیرکل تربیت و بدنی دانشگاه علم وصنعت تهران را دارد.

## زندگی شخصی
حمید سیفی در ۱۰ خرداد ۱۳۵۶ در شهرستان نهاوند استان همدان به دنیا آمد. در روز ۱۷ فروردین ۱۳۶۴ در یک حمله هوایی توسط رژیم بعث عراق به شهر نهاوند در جریان جنگ ایران و عراق ۱۵ تن از اعضای خانواده وی از جمله مادر و دو خواهر و برادر ایشان کشته شدند و خود او چندین ساعت در زیر آوار گرفتار بود.
در اری‌بهشت سال ۱۴۰۲ مستند زندگی حمید سیفی از شبکه افق صدا وسیما برنامه نسل سوم پخش شد.

## زندگی حرفه ای
در سن ۱۴ سالگی کشتی را در باشگاه آزادگان شهرستان نهاوند زیر نظر عزیز سیف شروع کرد و در طول دوران حرفه ای خود چندین عناوین جهانی و آسیایی توانست کسب کند.
حمید سیفی بعد از دوران قهرمانی به ادامه تحصیل پرداخت او دارای مدرک دکتری مدیریت و برنامه‌ریزی در ورزش است.
او چندین سال مدیرکل تربیت بدنی دانشگاه علم و صنعت ایران و عضو هیئت علمی دانشگاه می‌باشد همچنین رئیس کمیته استعدادیابی فدراسیون کشتی ایران و مدیر کل ورزش و جوانان استان همدان را در کارنامه خود دارد.
او همچنین در برنامه ورزش ایران کشتی رادیو ورزش به عنوان کارشناس و تحلیلگر کشتی فعالیت می‌کرد.

## افتخارات
۱. طلای دانشجویان جهان سال ۲۰۰۲ و۲۰۰۴ کانادا و لهستان
۲. طلای بزرگسالان بازیهای آسیایی ۲۰۰۵ و ۲۰۰۶
۳. قهرمان جام جهانی ایران ۲۰۰۶
۴. قهرمان جام تختی ۱۳۸۴و ۱۳۸۵
۵. طلای مسابقات جایزه بزرگ کانادا ۲۰۰۳
۶. طلای مسابقات جایزه بزرگ اسپانیا ۲۰۰۳
۷. طلای مسابقات جایزه بزرگ باکو ۲۰۰۵
۸. طلای مسابقات لودز لهستان ۲۰۰۵
۹. طلای مسابقات میلونه ایتالیا ۲۰۰۴
۱۰. نقره مسابقات فرانسه ۲۰۰۵
۱۱. برنز مسابقات جایزه بزرگ باکو ۲۰۰۷
۱۲. طلای مسابقات باشگاه‌های آسیا ۲۰۰۴

## سوابق تحصیلی
1. دکتری مدیریت و برنامه‌ریزی در ورزش
2. ترجمه و تألیف کتاب بدنسازی کشتی
3. نویسنده کتاب جامعه‌شناسی ورزش[۷]
4. نویسنده کتاب برنامه استعداد پروری در کشتی[۸]

سوابق اجرایی
1. مدیرکل اداره ورزش و جوانان استان همدان[۹]
2. رئیس کمیته استعدادیابی فدراسیون کشتی ایران[۱۰]
3. عضو هیئت علمی دانشگاه علم وصنعت ایران[۱۱]
4. مدیرکل تربیت بدنی دانشگاه علم و صنعت تهران
5. مدرس و استاد دانشگاه علم و صنعت